# موئنکوپی (آریزونا)
موئنکوپی (به انگلیسی: Moenkopi) یک منطقهٔ مسکونی در ایالات متحده آمریکا است که در شهرستان کاکانینو، آریزونا واقع شده‌است. موئنکوپی ۳٫۸۹ کیلومتر مربع مساحت و ۱٬۸۳۷ نفر جمعیت دارد و ۱٬۴۵۶ متر بالاتر از سطح دریا واقع شده‌است.